# Myron Shekelle
Myron Shekelle (* 13. März 1964) ist ein US-amerikanischer Primatologe und Anthropologe. Sein Forschungsschwerpunkt sind die Koboldmakis.

## Leben
Von 1979 bis 1982 absolvierte Shekelle die Downers Grove North High School in Downers Grove, Illinois. 1989 schrieb er sich in die University of California, Los Angeles ein, wo er 1991 den Bachelor of Arts erwarb. 1993 graduierte er zum Master of Arts an der Washington University in St. Louis, Missouri. 2003 wurde mit der Dissertation Taxonomy and biogeography of Eastern Tarsiers an derselben Universität zum Ph.D. in Anthropologie promoviert.

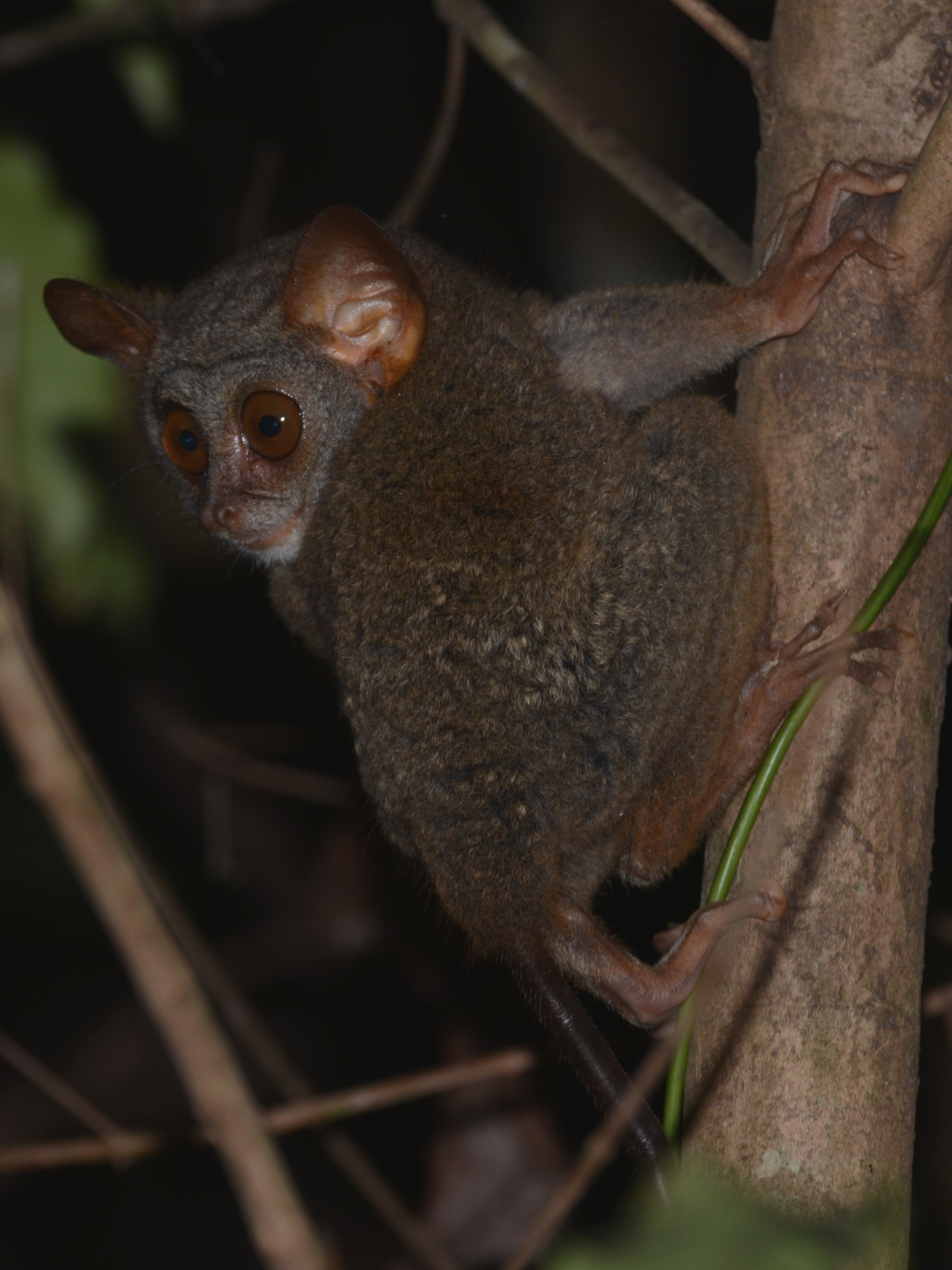
Der Siau-Koboldmaki (Tarsius tumpara) zählt zu den bekanntesten Entdeckungen von Myron Shekelle

2008 rief er die gemeinnützige Organisation Tarsier.org ins Leben, die die Erhaltung der Biodiversität durch wissenschaftliche Studien über Koboldmakis fördert. Zu seinen Projekten zählen wissenschaftliche Feldarbeit, angewandter Naturschutz, Bildung und Öffentlichkeitsarbeit sowie die Herstellung von Naturfilmen. Seine Forschungsprogramme befassen sich mit der Reduzierung des Verlusts der Biodiversität und des globalen Klimawandels durch verschiedene Methoden wie Phylogeographie, Phylogenetik, Taxonomie, Biogeographie, bioakustische Indikatoren für Arten, Naturschutzpolitik, Erhaltungszucht und integriertes Schädlingsmanagement. Shekelle ist Mitglied der IUCN/SSC Primate Specialist Group, die den Gefährdungsstatus von Primaten in der Roten Liste gefährdeter Arten festlegt.
Seit März 2013 ist er wissenschaftlicher Mitarbeiter in der Abteilung für Anthropologie der Western Washington University in Bellingham.
Von August 2013 bis August 2014 war er Professor an der Ewha Womans University in Seoul, Südkorea, wo er das Primate Research Institute for Cognition and Ecology (PRINCE) leitete. Im Oktober 2014 gründete Shekelle das Nationale Institut für Ökologie im Landkreis Seocheon-gun in Südkorea, wo er bis Dezember 2014 als leitender wissenschaftlicher Mitarbeiter tätig war.
Shekelle führte Forschungsprojekte in Brunei, Kambodscha, Indonesien, Südkorea, Laos, Malaysia, Philippinen, Singapur, Thailand, in den Vereinigten Staaten und in Vietnam durch.
Im Jahr 2005 entdeckte er auf der indonesischen Insel Siau in den Sangihe-Inseln den seltenen Siau-Koboldmaki (Tarsius tumpara), den er 2008 in Zusammenarbeit mit Colin Groves, Stefan Merker und Jatna Supriatna erstbeschrieb. Im selben Jahr gelang ihm auf Sulawesi die Wiederentdeckung des  Zwergkoboldmakis (Tarsius pumilus), eine Art die 70 Jahre nicht lebend gesichtet wurde. 2017 beschrieb er mit Groves, Ibnu Maryanto und Russell Mittermeier Jatnas Koboldmaki (Tarsius supriatnai) und die Koboldmakiart Tarsius spectrumgurskyae. Basierend auf einer Revision der Koboldmakis im Jahr 2010 stellte er in Zusammenarbeit mit Groves die monotypische Gattung Carlito für den Philippinen-Koboldmaki auf, der ursprünglich in der Gattung Tarsius stand.